# 彼得鲁希村委员会
彼得鲁希村委员会（俄语：Петрушинский сельсовет）是俄罗斯联邦阿穆尔州施马诺夫斯克区所属的一个村委员会。其下辖有4个居民点，行政中心为彼得鲁希。据2016年统计，该村委员会的人口为597人。